# Fred Beardsley
Frederick William Beardsley (ur. 1856 w Nottingham, zm. 1939 w Londynie) – angielski piłkarz, grał na pozycji bramkarza.
Początkowo grał w Nottingham Forest. Następnie znalazł pracę w zakładach zbrojeniowych Royal Arsenal. W 1886 roku założono tam klub piłkarski, Woolwich Arsenal i Beardsley dołączył do tego zespołu. Drużyna nie miała jednak strojów, więc postanowił napisać list do swojego byłego klubu. Nottingham Forest w odpowiedzi przysłało Arsenalowi komplet czerwonych trykotów.
W zespole Woolwich Arsenal zadebiutował 5 października 1889 w meczu z zespołem Lyndhurst. Wraz ze swoim klubem wygrał rozgrywki London Charity Cup w 1890 roku i London Senior Cup rok później. W londyńskim klubie występował łącznie przez pięć sezonów i rozegrał 69 spotkań. Następnie od 1906 do 1910 był dyrektorem w Woolwich Arsenal.